# Vitaliano Masotti
Vitaliano Masotti (1887 – 1937) olimpiai bronzérmes olasz tornász.
Az 1906. évi nyári olimpiai játékokon indult tornában és csapat összetettben bronzérmes lett. Még két versenyszámban indult: egyéni összetettben, ami öt szeren volt, és egyéni összetettben, ami hat szeren volt. Mind a kettő versenyen az 5. helyen végzett. (Később ezt az olimpiát a Nemzetközi Olimpiai Bizottság nem hivatalosnak nyilvánította)
Klubcsapata a Francesco Ferruccio Pistoia volt.